# Sëlva
Sëlva (wł. Selva di Val Gardena, niem. Wolkenstein in Gröden) – miejscowość i gmina we Włoszech, w regionie Trydent-Górna Adyga, w prowincji Bolzano.
Liczba mieszkańców gminy wynosi 2624 (dane z roku 2009). Język ladyński jest językiem ojczystym dla 87,84%, włoski dla 6,18%, a niemiecki dla 5,97% mieszkańców (2001).
W miejscowości działa klub hokeja na lodzie HC Gherdëina.